# 挂甲山摩崖造像
挂甲山摩崖造像，位于山西省临汾市吉县城南0.5公里挂甲山，是中华人民共和国全国重点文物保护单位之一。
1986年8月18日公布为山西省文物保护单位。2019年10月7日公布为第八批全国重点文物保护单位。